# 南東アナトリア地方

南東アナトリア地方

南東アナトリア地方（なんとうアナトリアちほう、トルコ語: Güneydoğu Anadolu Bölgesi）は、トルコ南東部の地方。西に地中海地方 (トルコ)、北に東アナトリア地方と接しており、南はシリア、イラクとの国境である。
この地域では南東アナトリア計画が進められており、この計画によって県の活性化が図られている。多くの県で人口は微増している。また、伝統的にクルド人、アラブ人が多い地域でもある。

## 県

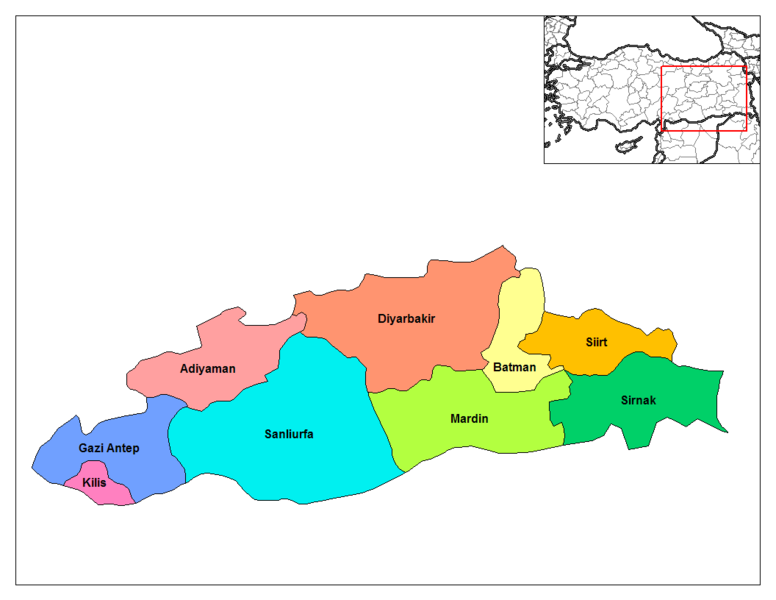
各県

- アドゥヤマン県
- バトマン県
- ディヤルバクル県
- ガズィアンテプ県
- キリス県
- マルディン県
- シャンルウルファ県
- スィイルト県
- シュルナク県

## 経済
南東アナトリア計画によって観光用道路整備、河川整備、ダム建設、灌漑整備、大学設置などの広域総合開発の計画が立ち上がっており、これによってチグリス、ユーフラテスの両川に灌漑が整備される予定である。また、このプロジェクトで世界最大級のアタテュルクダムの計画が立ち上がっている。